# Cardiochiles ornatus
Cardiochiles ornatus är en stekelart som först beskrevs av Cresson 1873.  Cardiochiles ornatus ingår i släktet Cardiochiles och familjen bracksteklar. Inga underarter finns listade.